# Гора Нерукосечная

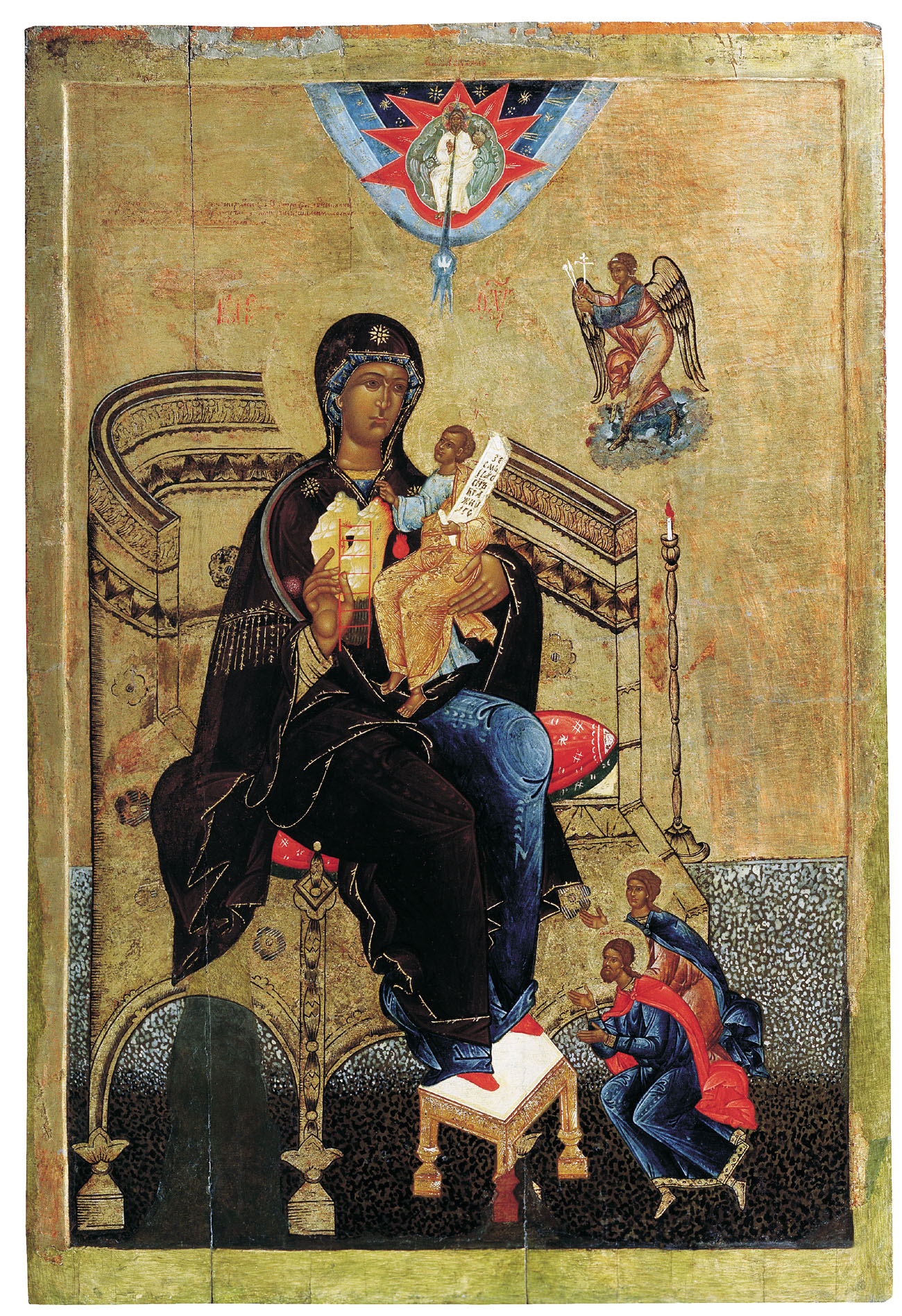
Богоматерь Гора Нерукосечная с припадающими святыми Никитой и Евпраксией (конец XVI века, Сольвычегодский историко-художественный музей)

«Гора Нерукосечная» («Камень Нерукосечныя Горы», «Камень Горы Нерукосечный») — символическое изображение Богородицы.

## Происхождение
Изображение Богородицы Горы Нерукосечной основано на ветхозаветном рассказе о толковании пророком Даниилом сна царя Навуходоносора:

Ты видел его, доколе камень не оторвался от горы без содействия рук, ударил в истукана, в железные и глиняные ноги его, и разбил их. Тогда все вместе раздробилось: железо, глина, медь, серебро и золото сделались как прах на летних гумнах, и ветер унёс их, и следа не осталось от них; а камень, разбивший истукана, сделался великою горою и наполнил всю землю.
— Дан. 2:34-35
Этот рассказ в христианском богословии стал пониматься как пророческое указание на Боговоплощение: гора — Богородица, а камень, оторвавшийся от неё — Иисус Христос. Отдельные символические изображения на иконе заимствованы из других ветхозаветных сюжетов, истолкованных богословами, а также под влиянием акафиста Богородице и возникших под его влиянием различных гимнографических текстов.

## Иконография
Иконография Богородицы Горы Нерукосечной основана на тронном образе Одигитрии с Богомладенцем на левой руке. Мафорий Богородицы украшают символические изображения горы, радуги и лествицы. Все известные образы Горы Нерукосечной являются оригинальными работами, содержащими различные символические элементы, а их композиция перерабатывалась мастерами в целях подчеркнуть те или иные смысловые акценты. Композицию иногда сопровождают тексты, от которых икона получила своё наименование:
- «Отвалися камень нерукосечныя руки от горы, тако родися Сын от Матери Своея без семени. Коего лета появится луч на небеси и того лета не будет потопа на земли. Купина неопалимая, руно Гедеоново, виде Даниил пророк лествицу святыя Богородицы вход праведным» (известен по иконе XVI века из Русского музея и четырём строгановским иконам конца XVI — начала XVII веков);
- «Камень нерукосечный от несекомыя горы Тебе, Дево краеугольный отсечеся, Христос, совокупивый разстоящаяся естества. Тем веселящеся, Тя, Богородице, величаем» (9-й ирмос канона 4-го гласа с иконы XVII века из собрания Новгородского музея-заповедника).

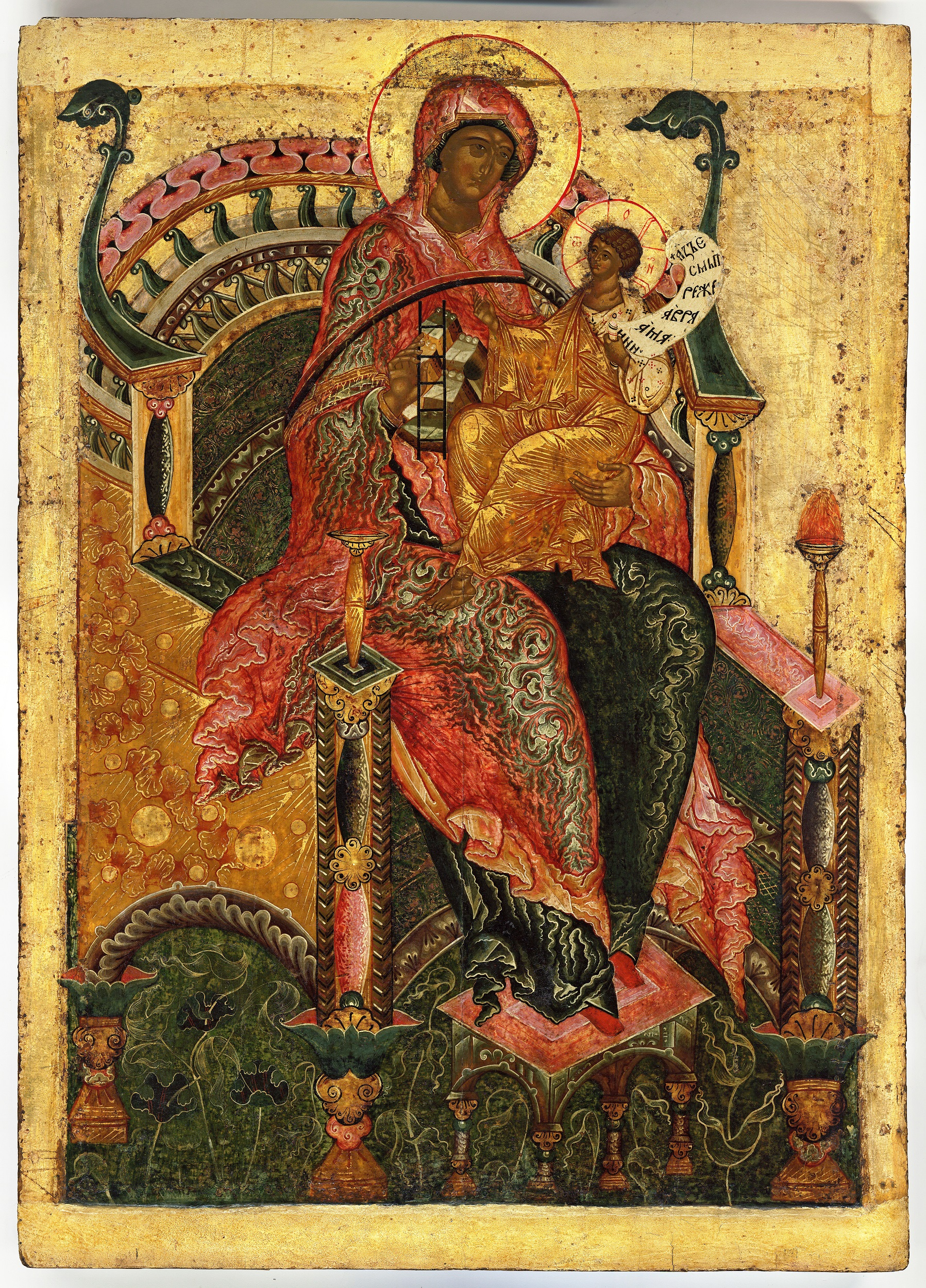
Икона из Соловецкого монастыря

### Соловецкая икона
Древнейшим изображение Богородицы Горы Нерукосечной является икона из Соловецкого монастыря, хранящаяся в собрании музея-заповедника «Коломенское». Её традиционно датируют 50-60-ми годами XVI века, а написание связывают с богословскими идеями и художественными поисками периода митрополита Макария. Существуют и альтернативные датировки иконы, так, в монастырской описи 1514 года упоминается образ «Одигитрии Облачной» (на соловецкой иконе Горы Нерукосечной мафорий украшен сложным волнообразным рисунком, трактуемым как облачный мотив). Кроме орнамента мафория, особенностями соловецкой иконы являются помещённые на челе и плечах Богородицы 3 лика, от которых исходят золотые лучи (их понимают как замену традиционных звёзд, которыми символизируют девство Марии; аналогичные диски-лики известны по иконографии Богоматери Аравийской и Неопалимой купины). Позем на иконе представлен в виде травяного орнамента, изображающего рай. Растительным орнаментом украшен и трон Богородицы, а на его подлокотники помещены два горящих светильника.
Списком соловецкой иконы Богородицы Горы Нерукосечной (за исключением трав) является икона середины XVI века из А. С. Уварова, хранящаяся в Государственной Третьяковской галерее.

### Развитие иконографии

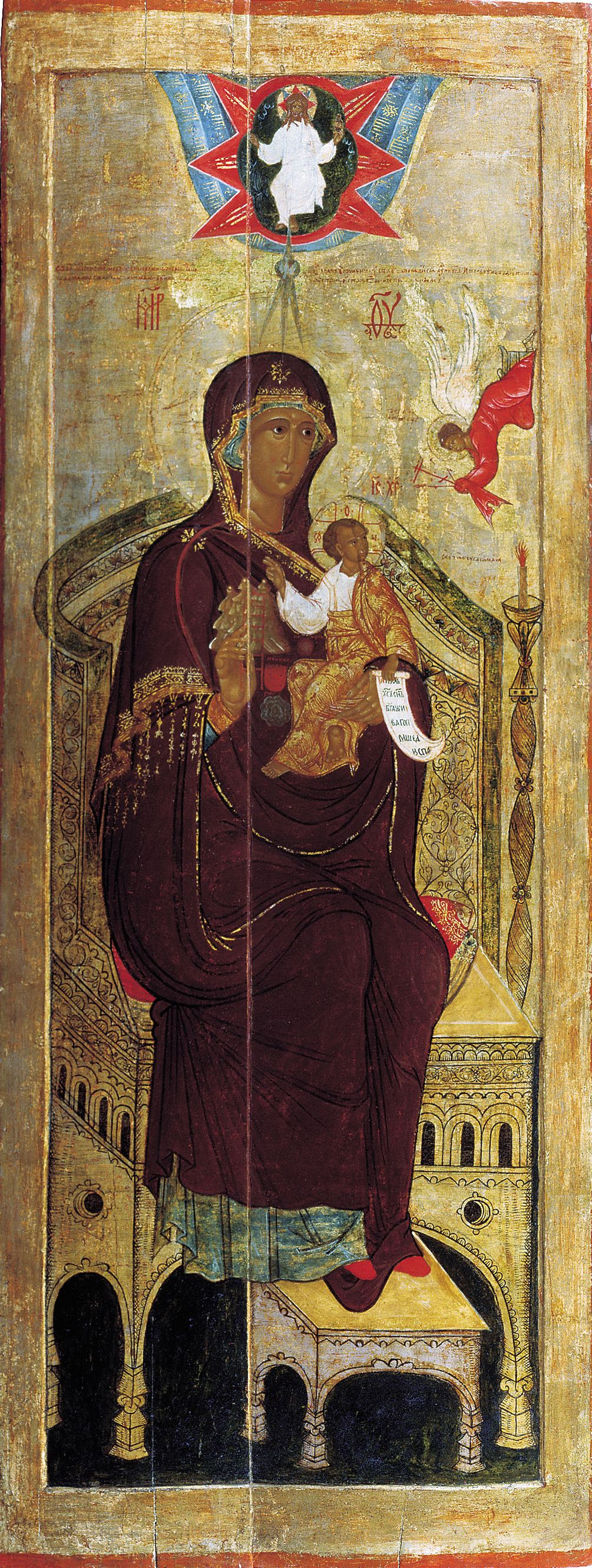
Строгановская икона, начало XVII века

С середины XVI века иконография Горы Нерукосечной усложнилась: начинают изображать ангела с орудиями Страстей Христовых (обязательный элемент иконографии для второй половины XVI — середины XVII веков). На четырёх строгановских иконах конца XVI — начала XVII веков к трём изначальным символам Богородицы (гора, радуга, лествица) добавляются руно и Неопалимая купина, а мафорий изображён без облачного орнамента. Другим дополнительным элементом иконографии на строгановских иконах является изображение Ветхого денми, из уст которого на Богородицу в виде голубя нисходит Святой Дух, подчёркивающий непорочность Девы Марии (возможно эта композиция возникла под влиянием Страстной иконы Божией Матери и «Устюжского Благовещения»).
В конце XVI века к символическим атрибутам Горы Нерукосечной добавляются заимствованные с Неопалимой купины изображения Царя-Христа в стенах града, древа и запечатанного источника. В XVII—XVIII веках композицию дополнили изображения облаков (образуют над Богородицей подобие арки), солнца и луны. На некоторых иконах появляются архангелы Михаил и Гавриил, предстоящие Богородице.
С XVII века начинает преобладать поясное изображение Богородицы Горы Нерукосечной. Наиболее часто в этой композиции изображали только главные символические атрибуты — гору, радугу и лествицу. Мафорий изображали облачным, на челе Богородицы помещали изображение солнца, а на правом плече — луны. Более поздние иконы, как правило, повторяют иконографию, сложившуюся в XVII веке.